# Danh sách phim điện ảnh Shin – Cậu bé bút chì
Danh sách các bộ phim Shin - Cậu bé bút chì này bao gồm các bộ phim dài tập dựa trên bộ Manga và Anime Shin – Cậu bé bút chì. Kể từ năm 1993 đến nay, tất cả các phim điện ảnh này cho đến nay đều do Toho phát hành. Toho hiện nắm quyền phân phối và cấp phép trên toàn thế giới cho tất cả các bộ phim trong series.

## Danh sách phim
Sau đây là danh sách phim điện ảnh của Shin - Cậu bé bút chì.

| #  | Tựa đề | Ngày công chiếu gốc  | Ngày công chiếu tiếng Việt | Doanh thu    | Thời lượng |
| -- | --- | -------------------- | -------------------------- | ------------ | ---------- |
| 1  | Shin - Cậu bé bút chì: Siêu nhân hành động vs. Ma vương áo tắm (クレヨンしんちゃん アクション仮面対ハイグレ魔王 Kureyon Shin - chan: Akushon Kamen tai Haigure Maō)                                                           | 24 tháng 7 năm 1993  | Không có                   | $13,615,340  | 93 phút    |
| 2  | Shin - Cậu bé bút chì: Bí mật kho báu của vương quốc Ụt ịt (クレヨンしんちゃん ブリブリ王国の秘宝 Kureyon Shin - chan: Buriburi Ōkoku no Hihō)                                                                                | 23 tháng 4 năm 1994  | Không có                   | $17,454,089  | 96 phút    |
| 3  | Shin - Cậu bé bút chì: Âm mưu của lãnh chúa Unkokusai (クレヨンしんちゃん 雲黒斎の野望 Kureyon Shin - chan: Unkokusai no Yabō)                                                                                                | 15 tháng 4 năm 1995  | Không có                   | $10,344,250  | 94 phút    |
| 4  | Shin - Cậu bé bút chì: Chuyến thám hiểm tuyệt vời ở vương quốc thần tiên (クレヨンしんちゃん ヘンダーランドの大冒険 Kureyon Shin - chan: Henderland no Daibokken)                                                             | 13 tháng 4 năm 1996  | Không có                   | $12,176,000  | 97 phút    |
| 5  | Shin - Cậu bé bút chì: Cuộc truy đuổi viên đá của quỷ (クレヨンしんちゃん 暗黒タマタマ大追跡 Kureyon Shin - chan: Ankoku Tamatama Daitsuiseki)                                                                                | 19 tháng 4 năm 1997  | Không có                   | $10,009,121  | 96 phút    |
| 6  | Shin - Cậu bé bút chì: Chiến tranh chớp nhoáng! Trận tác chiến móng lợn bí mật (クレヨンしんちゃん 電撃!ブタのヒヅメ大作戦 Kureyon Shin - chan: Dengeki! Buta no Hizume Dai Sakusen)                                          | 18 tháng 4 năm 1998  | Không có                   | $8,243,000   | 100 phút   |
| 7  | Shin - Cậu bé bút chì: Bùng nổ! Cuộc đại chiến quyết định ở suối nước nóng (クレヨンしんちゃん 爆発!温泉わくわく大決戦 Kureyon Shin - chan: Bakuhatsu! Õnsen Wakuwaku Daikessen)                                              | 17 tháng 4 năm 1999  | Không có                   | $9,907,462   | 110 phút   |
| 8  | Shin - Cậu bé bút chì: Cơn bão rừng già (クレヨンしんちゃん 嵐を呼ぶジャングル Kureyon Shin - chan: Arashi o Yõbu Janguru) | 22 tháng 4 năm 2000  | Không có                   | $9,997,462   | 88 phút    |
| 9  | Shin - Cậu bé bút chì: Cơn bão hung hăng gọi mời! Cuộc phản công của đế quốc người lớn (クレヨンしんちゃん 嵐を呼ぶ モーレツ！オトナ帝国の逆襲 Kureyon Shin - chan: Arashi o Yõbu! Mōretsu! Otona Teikoku no Gyakushū)        | 21 tháng 4 năm 2001  | Không có                   | $16,246,993  | 89 phút    |
| 10 | Shin - Cậu bé bút chì: Cơn bão hung hăng gọi mời! Cuộc giao tranh thời chiến quốc (クレヨンしんちゃん 嵐を呼ぶ アッパレ!戦国大合戦 Kureyon Shin - chan: Arashi o Yõbu! Appare! Sengoku Daikassen)                             | 20 tháng 4 năm 2002  | Không có                   | $14,731,473  | 95 phút    |
| 11 | Shin - Cậu bé bút chì: Cơn bão hung hăng gọi mời! Con đường thịt bò nướng đầy vinh quang (クレヨンしんちゃん 嵐を呼ぶ 栄光のヤキニクロード Kureyon Shin - chan: Arashi o Yõbu! Eikō no Yakiniku Rōdo)                         | 19 tháng 4 năm 2003  | Không có                   | $9,310,002   | 88 phút    |
| 12 | Shin - Cậu bé bút chì: Cơn bão hung hăng gọi mời! Đội phòng vệ Kasukabe của lòng dũng cảm (クレヨンしんちゃん 嵐を呼ぶ 夕陽のカスカベボーイズ Kureyon Shin - chan: Arashi o Yõbu! Yūhi no Kasukabe Bōizu)                     | 17 tháng 4 năm 2004  | Không có                   | $10,798,618  | 96 phút    |
| 13 | Shin - Cậu bé bút chì: Huyền thoại gọi Hiệp sĩ Lợn: Trận đại tiến kích huyền thoại 3 phút (クレヨンしんちゃん 伝説を呼ぶブリブリ 3分ポッキリ大進撃 Kureyon Shin - chan: Densetsu o Yõbu Buriburi: Sanpun Bokkiri Daishingeki) | 16 tháng 4 năm 2005  | Không có                   | $11,351,370  | 88 phút    |
| 14 | Shin - Cậu bé bút chì: Huyền thoại gọi: Nhảy lên nào! Amigo! (クレヨンしんちゃん 伝説を呼ぶ 踊れ! アミーゴ! Kureyon Shin - chan: Densetsu wo Yõbu: Odore! Amīgo!)                                                             | 15 tháng 4 năm 2006  | Không có                   | $12,436,098  | 96 phút    |
| 15 | Shin - Cậu bé bút chì: Cơn bão hung hăng gọi mời! Quả bom Ketsu ca hát (クレヨンしんちゃん 嵐を呼ぶ 歌うケツだけ爆弾 Kureyon Shin - chan: Arashi o Yõbu! Utau Ketsudake Bakudan)                                              | 21 tháng 4 năm 2007  | Không có                   | $12,465,599  | 102 phút   |
| 16 | Shin - Cậu bé bút chì: Cơn bão hung hăng gọi mời! Dũng sĩ Kinpoko (クレヨンしんちゃん ちょ 嵐を呼ぶ 金矛の勇者 Kureyon Shin - chan: Arashi o Yõbu! Kinpoko no Yuusha)                                                         | 19 tháng 4 năm 2008  | Không có                   | $11,198,054  | 93 phút    |
| 17 | Shin - Cậu bé bút chì: Gầm lên! Vương quốc dã thú Kasukabe (クレヨンしんちゃん オタケベ!カスカベ野生王国 Kureyon Shin - chan: Otakebe! Kasukabe Yasei Ōkoku)                                                                  | 18 tháng 4 năm 2009  | Không có                   | $13,097,019  | 96 phút    |
| 18 | Shin - Cậu bé bút chì: Xuyên qua không gian và thời gian! Vị hôn thê đến từ tương lai (クレヨンしんちゃん 超時空！嵐を呼ぶオラの花嫁 Kureyon Shin - chan: Chōjikū! Arashi o Yõbu Õra no Hanayom)                              | 17 tháng 4 năm 2010  | Không có                   | $13,723,427  | 100 phút   |
| 19 | Shin - Cậu bé bút chì: Cơn bão hung hăng gọi mời! Điệp vụ hoàng kim (クレヨンしんちゃん 嵐を呼ぶ 黄金のスパイ大作戦 Kureyon Shin - chan: Arashi o Yõbu! Ōgon no Supai Daisakusen)                                             | 16 tháng 4 năm 2011  | Không có                   | $14,295,582  | 107 phút   |
| 20 | Shin - Cậu bé bút chì: Cơn bão hung hăng gọi mời! Shin và công chúa vũ trụ (クレヨンしんちゃん 嵐を呼ぶ オラと宇宙のプリンセス Kureyon Shin - chan: Arashi o Yõbu! Õra to Uchū no Princess)                                   | 14 tháng 4 năm 2012  | Không có                   | $15,782,573  | 111 phút   |
| 21 | Shin - Cậu bé bút chì: Rất ngon miệng! Cuộc giải cứu ẩm thực đường phố!! (クレヨンしんちゃん バカうまっ！ B級グルメサバイバル!! Kureyon Shin - chan: Bakauma! B-Kyū Gurume Sabaibaru!!)                                       | 20 tháng 4 năm 2013  | Không có                   | $12.7 triệu  | 96 phút    |
| 22 | Shin - Cậu bé bút chì: Trận đấu mãnh liệt! Người bố Robot phản công (クレヨンしんちゃん ガチンコ!逆襲のロボ とーちゃん Kureyon Shin - chan: Gachinko! Gyakushu no Rõbo To-chan)                                               | 19 tháng 4 năm 2014  | Không có                   | $17,090,000  | 97 phút    |
| 23 | Shin - Cậu bé bút chì: Câu chuyện chuyển nhà của tớ! Cuộc tấn công của đội quân xương rồng (クレヨンしんちゃん オラの引越し物語 サボテン大襲撃 Kureyon Shin - chan: Õra no Hikkoshi Monogatari Saboten Dai Shūgeki)           | 18 tháng 4 năm 2015  | Không có                   | $ 28,4 triệu | 104 phút   |
| 24 | Shin - Cậu bé bút chì: Ngủ nhanh nào! Cuộc tấn công vĩ đại vào thế giới mơ mộng! (クレヨンしんちゃん 爆睡!ユメミーワールド大突撃 Kureyon Shin - chan: Bakusui! Yumemi-Wārudo Dai Totsugeki!)                                  | 16 tháng 4 năm 2016  | Không có                   | $ 20,6 triệu | 97 phút    |
| 25 | Shin - Cậu bé bút chì: Cuộc xâm lăng của người ngoài hành tinh Shiriri (クレヨンしんちゃん: 襲来！！宇宙人シリリ Kureyon Shinchan: Shūrai! Uchūjin Shiriri)                                                                   | 15 tháng 4 năm 2017  | 28 tháng 7 năm 2017        | $13,101,686  | 103 phút   |
| 26 | Shin - Cậu bé bút chì: Sự phục vụ bùng nổ! Kung Fu Boys ~Mì Ramen đại chiến~ (映画クレヨンしんちゃん 爆盛！カンフーボーイズ ～拉麺大乱～ Kureyon Shin - chan: Bakumori! Kanfū Bōizu ~Rāmen Tairan~)                           | 13 tháng 4 năm 2018  | 21 tháng 9 năm 2018        | $14,8 triệu  | 104 phút   |
| 27 | Shin – Cậu bé bút chì: Chuyến trăng mật bão táp ~Giải cứu bố Hiroshi~ (映画クレヨンしんちゃん 新婚旅行ハリケーン ～失われたひろし～ Kureyon Shin - chan: Shinkon Ryokō Harikēn ~Ushinawareta Hiroshi~)                        | 19 tháng 4 năm 2019  | 6 tháng 9 năm 2019         | $15,2 triệu  | 100 phút   |
| 28 | Shin – Cậu bé bút chì: Đụng độ! Vương quốc Rakuga và hầu như bốn vị anh hùng (映画クレヨンしんちゃん 激突！ラクガキングダムとほぼ四人の勇者 Kureyon Shin - chan: Gekitotsu! Rakugakingudamu to Hobo Yonin no Yūsha)           | 11 tháng 9, năm 2020 | Không có                   | $11 triệu    | 103 phút   |
| 29 | Shin – Cậu bé bút chì: Bí ẩn! Học viện hoa lệ Tenkasu (『映画クレヨンしんちゃん 謎メキ！花の天カス学園』予告 Kureyon Shin-chan: Nazo Meki! Hana no Tenkasu Gakuen)                                                            | 30 tháng 7, 2021     | 2 tháng 5, 2025            | ¥1,71 tỷ     | 104 phút   |
| 30 | Shin – Cậu bé bút chì: Truyền thuyết nhẫn thuật Ninja (映画クレヨンしんちゃん もののけニンジャ珍風伝 Kureyon Shin-chan: Mononoke Ninja Chinpūden)                                                                             | 22 tháng 4, 2022     | 6 tháng 1, 2023            | $15 triệu    | 100 phút   |
| 31 | Shin – Cậu bé bút chì: Nhật ký khủng long của chúng mình (クレヨンしんちゃん オラたちの恐竜日記 Eiga Crayon Shin-chan: Ora-tachi no Kyōryū Nikki)                                                                             | 9 tháng 8, 2024      | 23 tháng 8, 2024           | $16 triệu    | 106 phút   |
| 32 | Shin – Cậu bé bút chì: Nóng bỏng tay! Những vũ công siêu cay Kasukabe (映画クレヨンしんちゃん 超華麗！灼熱のカスカベダンサーズ Eiga Kureyon Shin-chan Chō Karei! Shakunetsu no Kasukabe Dansāz)                               | 8 tháng 8, 2025      | 22 tháng 8, 2025           |              |            |

### Phim 3D
| # | Tựa đề | Ngày công chiếu gốc | Ngày công chiếu tiếng Việt | Doanh thu | Thời lượng |
| - | --- | ------------------- | -------------------------- | --------- | ---------- |
| 1 | Shin – Cậu bé bút chì: Đại chiến siêu năng lực ~ Sushi bay ~ (しん次元！クレヨンしんちゃんTHE MOVIE 超能力大決戦 ～とべとべ手巻き寿司～ Shin Jigen! Crayon Shin-chan The Movie Chōnōryoku Dai Kessen: Tobetobe Temakizushi) | 4 tháng 8, 2023     | 25 tháng 8, 2023           | $23 triệu | 94 phút    |